# 南定省
南定省（越南语：／）是原越南紅河三角洲的一個省，省莅南定市。

## 地理
南定省位于越南北部的红河三角洲地区，面积约1,668.8平方千米:89，东北接太平省，西北接河南省，西南接宁平省，东南临北部湾，海岸线长度约72千米，省境介於北緯19°55′—20°16′，東經106°—106°33′之間，北距离首都河内市约90千米，东北距海防市约100千米，地形平坦，土地多为红河三角洲冲积形成:19-20。
南定省的植被为热带季节雨林，以热带湿润半常绿林及热带常绿林为主，而海岸带则分布着热带灌木丛、草丛及红树林:43。

## 历史

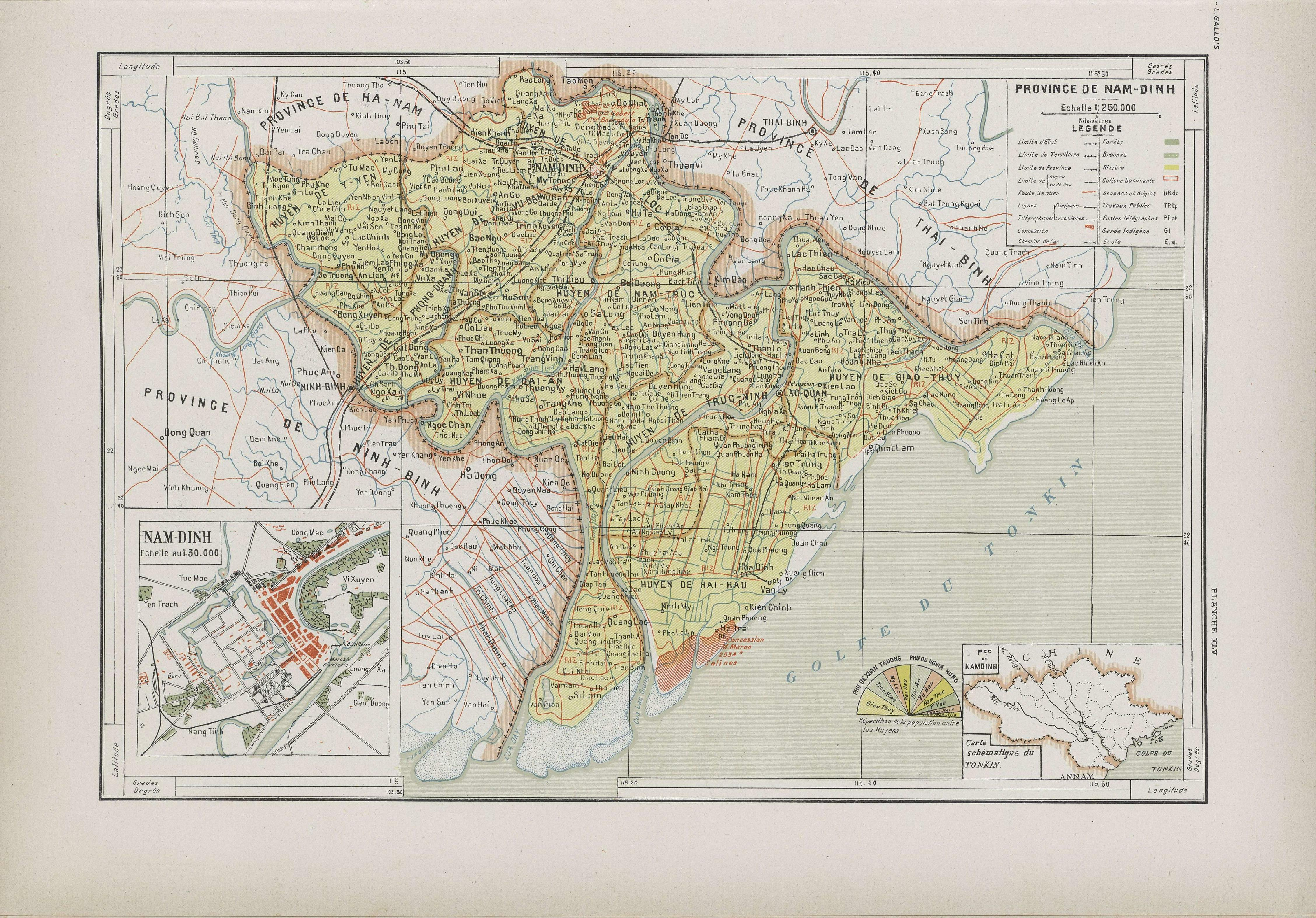
法属印度支那时期的南定省地图

公元前3000年左右便有人类定居于今南定一带，他们向红河三角洲引入了水稻，并在公元前1,000前后开始从事农业种植活动:52，当时，不少越芒人从红河中上游顺流而下，来到平原建立聚落，创造了以铁器、青铜器为代表的东山文化，并逐步形成了今天越南的主体民族京族。
漢朝時期，南定隸屬交趾刺史部，自孫吳以來，當地改隸交州:20，并建立武安县，西晋吞并孙吴後，随即将武安县更名为南定县，此即今南定省得名之始，後南定县曾于隋朝时期、唐朝开元、大历年间遭撤销，但先后恢复建制，属长州管辖，南定县治最终于唐贞元七年（791年）迁至後南定城（今河内市应和县）。
1948年1月25日，越南政府将各战区合并为联区，战区抗战委员会改组为联区抗战兼行政委员会。第二战区、第三战区和第十一战区合并为第三联区，设立第三联区抗战兼行政委员会，南定省和南定市划归第三联区管辖。
1953年，美禄县、务本县和懿安县3县划归河南省管辖，但在1954年重新划归南定省:22。
1957年9月3日，直辖市南定市降为省辖市，划归南定省管辖。
1958年11月24日，胡志明签署敕令，自12月1日起撤销第三联区。南定省划归中央政府直接管辖。
1965年4月21日，河南省和南定省合并为南河省，省莅南定市。1966年，春长县和胶水县合并为春水县。
1967年6月13日，美禄县并入南定市。1968年3月26日，直宁县7社并入海后县，剩余部分与南直县合并为南宁县。1975年12月27日，南河省和宁平省合并为河南宁省，省莅南定市。1977年4月27日，南定市9社划归平陆县管辖。
1991年12月26日，河南宁省恢复分设为南河省和宁平省，南定省区域划归南河省，省莅南定市。1996年11月6日，南河省恢复分设为南定省和河南省，南定省下辖南定市、春水县、海后县、义兴县、南宁县、懿安县、务本县1市6县，省莅仍然在南定市。1997年2月26日，南定市析置美禄县，春水县分设为春长县和胶水县，海后县6社划归南宁县管辖，南宁县分设为南直县和直宁县。
1998年9月24日，南定市被评定为二级城市。2011年11月28日，南定市被评定为一级城市。2024年9月1日，美禄县再度并入南定市。
2025年7月1日併入寧平省後走入歷史。

## 行政區劃
南定省下轄1市8縣，省莅南定市。
- 南定市（Thành phố Nam Định）
- 膠水縣（Huyện Giao Thủy）
- 海後縣（Huyện Hải Hậu）
- 南直縣（Huyện Nam Trực）
- 義興縣（Huyện Nghĩa Hưng）
- 直寧縣（Huyện Trực Ninh）
- 務本縣（Huyện Vụ Bản）
- 春長縣（Huyện Xuân Trường）
- 懿安縣（Huyện Ý Yên）

## 外部連結
- 南定省电子信息门户网站 （页面存档备份，存于）（越南文）